# South Park, le film
Pour plus de détails, voir Fiche technique et Distribution.
South Park, le film : Plus long, plus grand et pas coupé (South Park: Bigger, Longer and Uncut), ou South Park : Plus grand, plus long et sans coupure au Québec, est une comédie d'animation musicale et satirique américaine réalisée par Trey Parker et sortie en 1999.
Dérivée du la série télévisée éponyme et écrite par ses deux créateurs, Trey Parker et Matt Stone, elle parodie de nombreux  films de Disney, tels que La Belle et la Bête, ainsi que la comédie musicale française Les Misérables, et caricature de nombreuses personnalités mondiales telles que Bill Gates et Saddam Hussein. La bande originale du film, composée de 12 chansons, est signée Trey Parker et Marc Shaiman. La chanson Blame Canada fut nommée aux Oscars du cinéma en 2000.
Le film est coproduit par Paramount Pictures (qui a distribué le film sur le territoire américain) et Warner Bros. Pictures (qui s'est occupé de la distribution à l'international), dont les maisons mères respectives Viacom et Time Warner possèdent la chaine de télévision Comedy Central, qui diffuse South Park sur le territoire américain.
Le film s'est vu attribuer lors de sa sortie aux États-Unis la mention R (restricted) par la Motion Picture Association of America, mention qui interdit le film aux mineurs de moins de 17 ans non accompagnés, en raison d'une vulgarité verbale prédominante, de certains dialogues à connotation sexuelle très crus et de la violence de certaines scènes. Le film est en outre entré en 2000 dans le Livre Guinness des records en tant que film d'animation le plus obscène jamais réalisé, en raison notamment de ses 399 jurons et 221 actes de violence.

## Trame
Stan, Kenny, Kyle, Cartman et Ike vont voir un film au cinéma, qui met en scène le duo comique canadien Terrance et Philippe. Ils y apprennent beaucoup de nouveaux gros mots et autres insultes, puis invitant leurs camarades de classe, ces derniers font de même. Affichant bientôt leur vulgarité, les parents des héros sont scandalisés, notamment Sheila, la mère de Kyle, et en font une grande affaire médiatique.
À l'école primaire de South Park, un nouvel élève fait son apparition : Grégory. Il s'entend bien avec Wendy Testaburger, ce qui déplait à Stan. Il demande alors conseil à Chef pour être préféré par une fille vis-à-vis d'un autre garçon. Chef lui répond qu'il suffit de trouver le clitoris.
Pendant ce temps-là, Kenny meurt à la suite d'un pari avec Cartman : Kenny parie cent dollars qu'il arrive à enflammer un pet. Il réussit mais s'enflamme par la suite. Amené aux urgences, il est opéré par des médecins si incompétents qu'ils lui greffent par inadvertance une pomme au four à la place du cœur. Lors de sa montée au cieux, il se fait rejeter du paradis et finit par sombrer en enfer, où il rencontre Satan et Saddam Hussein, qui projettent de dominer le monde.
Le MAC (acronyme de « mères anti-Canada »), l'association de mères scandalisées, arrive à faire censurer le film, qui en conséquence ne dure plus qu'une minute, mais est approuvé par la MPAA.
Terrance et Philippe sont arrêtés par la police au cours d'une émission télévisée, trahis par le présentateur Conan O'Brien. Regrettant son geste, il se suicide en sautant par la fenêtre de l'immeuble alors que l'émission est encore diffusée. Il finit écrasé sur une voiture.
Lors d'une réunion à l'ONU, le Canada condamne l'arrestation de Terrance et Philippe par les États-Unis. En effet, l'économie du pays repose pour un tiers sur le duo de comiques. Les États-Unis annoncent quant à eux leur intention de poursuivre Terrance et Philippe pour avoir corrompu les enfants.
En représailles, l'armée de l'air du Canada bombarde une résidence de la famille d'acteurs Baldwin. Les quatre frères sont tués dans l'opération.
En classe, les enfants demandent à leur professeur monsieur Garrison la raison de l'arrestation de Terrance et Philippe provoquée par la KAC. Selon leur professeur, c'est seulement parce qu'elles sont énervées, probablement à cause de leurs règles. Le cours est interrompu peu après, les enfants de l'école sont rassemblés dans le gymnase, où un bulletin télévisé est diffusé. Ils apprennent du président des États-Unis que leur pays entre en guerre avec le Canada, que Terrance et Philippe seront exécutés prochainement, et que Sheila, la mère de Kyle, a été nommée ministre de la Défense.
Pour tenter d'enrayer la vulgarité chez les enfants, le MAC présente un implant électronique destiné à être placé sous leur cuir chevelu, implant qui envoie une décharge électrique à chaque grossièreté prononcée. Cartman participe contre son gré à une expérimentation de ce dispositif.
Pendant ce temps, au Canada, l'armée américaine détruit la ville de Toronto. Les citoyens ayant du sang canadien sont arrêtés et regroupés dans des camps semblables aux camps de concentration nazis.
Un autodafé de produits canadiens est organisé à South Park par le MAC. Devant le constat de ces débordements, Stan, Kyle et Cartman décident de faire évader Terrance et Philippe avant leur exécution. Avant d'envoyer un courriel aux enfants punis pour les inviter à se joindre à leur projet, ils font une recherche web sur le clitoris pour en savoir plus. Ouvrant une vidéo allemande d'un site pornographique, ils visionnent une scène scatophile dans laquelle participe la mère de Cartman. Ils envoient finalement un courriel avec un rendez-vous le soir même pour participer à leur projet. Ils baptisent leur mouvement « la Résistance ».
Le soir, au cours de la réunion, ils mettent au point un plan pour l'évasion. Entre-temps, Satan se rend compte du vrai visage de Saddam Hussein qui ne pense qu'à lui et au sexe, et Kenny lui conseille de le quitter.
Le plan d'évasion est mis en œuvre par la suite, mais il échoue. Alors que Terrence et Philippe sont en train d'être électrocutés sur une chaise électrique durant un grand show organisé pour l'occasion, l'armée canadienne intervient. L'attaque déclenche une panique, Cartman en profite pour couper le courant des chaises électriques, et subit à cette occasion une violente décharge qui dérègle le dispositif implanté. Stan se retrouve face à une apparition de clitoris géant qui, plutôt que de le conseiller sur son histoire avec Wendy, le prévient que le sang de Terrence et Philippe ne doit pas couler sur le sol des États-Unis.
À la fin de la bataille, des militaires retrouvent Terrence et Philippe et s'apprêtent à les abattre. La Résistance intervient et s'interpose. Ils convainquent les militaires de les laisser saufs, mais Sheila refuse de les laisser tranquilles et les abat au pistolet. Le sang de Philippe s'écoule jusqu'au sol et permet ainsi à Satan, Saddam Hussein et Kenny de réapparaître sur terre et d'enclencher un âge de ténèbres. Devant la situation, Cartman se met à jurer, et son implant envoie une décharge qui abat un démon allié de Satan et Saddam. En jurant continuellement, il mate Saddam. Satan prend alors conscience de l'emprise de Saddam sur lui-même, et le renvoie en enfer. Pour remercier Kenny de cette prise de conscience, Satan lui accorde un vœu et il souhaite que tout redevienne comme avant la guerre, mais en échange il doit retourner avec lui en enfer, après avoir dit adieu à ses amis. Tout se termine bien et on voit les habitants de South Park chanter pour la paix, tandis que Kyle, Stan et Cartman saluent l'âme de Kenny qui est projetée vers le paradis.

## Fiche technique
Sauf mention contraire, la fiche technique du film est issue d'IMDb
- Titre original : South Park: Bigger, Longer and Uncut[2]
- Titre français : South Park, le film : Plus long, plus grand et pas coupé
- Titre québécois : South Park : Plus grand, plus long et sans coupure
- Réalisation : Trey Parker
- Scénario : Trey Parker, Matt Stone et Pam Brady, d'après la série télévisée South Park, créée par Trey Parker et Matt Stone
- Musique : Trey Parker (chansons) et Marc Shaiman (partition et musiques additionnelles)
- Direction artistique : J.C. Wegman
- Animation : Eric Stough (supervision)
- Montage : John Venzon
- Production : Trey Parker et Matt Stone ; Scott Rudin, Adam Schroeder et Gina Shay (exécutifs)
- Sociétés de production : Comedy Central Films, Braniff Productions, Scott Rudin Productions, Paramount Pictures et Warner Bros. Pictures
- Sociétés de distribution :  &  Paramount Pictures ;  &  Warner Bros. Pictures
- Budget : 21 millions de dollars[3]
- Pays d'origine :  États-Unis
- Langue originale : anglais
- Format : couleur – 1,85:1 - 35 mm - son DTS et Dolby Digital
- Genre : Animation, comédie, musical
- Durée : 81 minutes
- Dates de sortie : 
  - États-Unis / Canada : 30 juin 1999
  - France : 25 août 1999 ;  Suisse : 19 janvier 2000 (région romande) ;   Belgique : 1er mars 2000
- Classification :
  - Film interdit aux moins de 12 ans lors de sa sortie en salles en France (Visa d'exploitation n°97751 )
  - États-Unis : R – Restricted (Les enfants de moins de 17 ans doivent être accompagnés d'un adulte)

## Distribution

### Voix originales
- Trey Parker : Stan Marsh / Eric Cartman / Satan / Gregory (dialogues) / M. Garrison / Terrance / M. Mackey / Randy Marsh / ambassadeur Canadien / La Fouine (The Mole en VO) / Ned / le général / Bill Clinton / autres
- Matt Stone : Kenny McCormick / Kyle Broflovski / Philippe / Al Super Gay / Saddam Hussein / Bill Gates / Jimbo Kern / autres
- Mary Kay Bergman : Sheila Broflovski / Wendy Testaburger / Liane Cartman / Sharon Marsh / le clitoris / autres
- Isaac Hayes : Chef
- Jesse Howell : Ike Broflovski
- Anthony Cross-Thomas : Ike
- Franchesca Clifford : Ike
- Howard McGillin : Gregory (chanson La Resistance)
- Bruce Howell : Homme au cinéma
- Deb Adair : Femme au cinéma
- Jennifer Howell :  Bebe Stevens
- George Clooney : Dr. Gouache
- Brent Spiner : Conan O'Brien
- Minnie Driver : Brooke Shields
- Dave Foley : les frères Baldwin
- Eric Idle : Dr. Vosknocker
- Mike Judge : Kenny sans sa capuche
- James Hetfield : chant sur Hell Isn't Good
- Jon Lovitz : ministre canadien du cinéma (non crédité)
- Brian Dennehy : lui-même (non crédité)
- Nick Rhodes : pilote canadien
- Stewart Copeland : soldat américain
- Stanley G. Stawicki : soldat américain
- Michael McDonald : Satan (dernières notes de Up There) / chanson Eyes Of The Childs au générique de fin

### Voix françaises
- Christophe Lemoine : Eric Cartman / Philippe / Saddam Hussein
- Thierry Wermuth : Stan Marsh /  Randy Marsh /  Terrance / Al Super Gay / le présentateur des journaux télévisés
- William Coryn : Kyle Broflovski / Kenny McCormick / Clyde Donovan
- Marie-Laure Beneston : Wendy Testaburger / Sheila Broflovski / Liane Cartman / Sharon Marsh /  Ike Broflovski / Kenny sans sa capuche / Shelley Marsh
- Henri Courseaux : M.Garrison / Ned
- Jean-Michel Martial : Chef / Satan
- Gilbert Levy : M. Mackey / Jimbo / Guichetier au cinéma / Dr.Vosknocker / Brian Dennehy
- Daniel Lafourcade : Christophe « La Fouine »
- Éric Missoffe : Conan O'Brien / Bill Gates / Enfant surdoué vulgaire / Stephen Baldwin / le clochard au début
- Patrick Noérie : Dr. Gouache
- Régine Teyssot : le clitoris
- Véronique Alycia : Winona Ryder / Brooke Shields / La mère de La Fouine / infirmière
- Mathias Kozlowski : Gregory
- Sylvain Lemarié : le général
- Bruno Carna : Bill Clinton
- Patrice Baudrier : l'ambassadeur Canadien / William Baldwin
- Christian Peythieu : le ministre Canadien du cinéma
- Mathieu Buscatto : Alec Baldwin / voix off de la pub contre le Canada

Direction artistique : Gilbert Levy, adaptation française : William Coryn
Note : Les chansons n'ont pas été doublées dans cette version et sont restées en version originale.

### Voix québécoises
- Sébastien Dhavernas : Eric Cartman / l'ambassadeur américain
- Daniel Lesourd : Stan Marsh / Clyde Donovan
- Gilbert Lachance : Kyle Broflovski / Randy Marsh
- Hugolin Chevrette : Kenny McCormick / Butters Stotch / voix chantées
- Yves Corbeil : Satan
- Luis de Cespedes : Saddam Hussein / Terrance (chantant)
- Johanne Léveillé : Sheila Broflovski
- Violette Chauveau : Wendy Testaburger / Liane Cartman
- Benoit Rousseau : Mr. Garrison / Chef / Al Big Gay / Le général / Jimbo Kern / M. Toc
- Johanne Garneau : Carol McCormick / Mère de La Taupe / Infirmière
- Daniel Picard : M. Mackey / l'ambassadeur Canadien
- Camille Cyr-Desmarais : Shelley Marsh
- Élise Bertrand : Sharon Marsh /  Brooke Shields
- Alain Zouvi : Gregory
- Joël Legendre : Phillip / Gregory (chantant) / Satan (chanson  "La Résistance") / voix chantées
- Jacques Lavallée : Terrance
- François Sasseville : Lecteur de nouvelles / La Taupe / Ministre Canadien du Cinéma / Conan O'Brien /  Billy Baldwin

Direction et adaptation : François Asselin
Note : Alors que la série diffusée au Québec reprend le doublage effectué en France, le film a bénéficié d'un doublage québécois intégral, comprenant les chansons.

## Box-office
- États-Unis : 52 037 603 dollars[3]
- France : 1 035 832 entrées[4]
- Mondial : 83 137 603 dollars[3]

## Autour du film
(février 2012).
- Si vous ne connaissez pas le sujet, laissez ce bandeau (vous pouvez alors contacter les auteurs).
- Si vous supprimez le contenu mis en cause (vous pouvez préalablement contacter les auteurs),

argumentez précisément cette suppression dans la page de discussion
(un manque de référence n'est pas un argument ; une recherche réelle de référence doit avoir été effectuée, être formellement documentée).

### Caricatures
Les auteurs caricaturent de nombreuses personnalités dont :
- Bill Gates, qui fournit à l'armée un système plus rapide, mais qui plante au mauvais moment. Un général montre une carte holographique, mais elle est interrompue par une image subliminale de Saddam Hussein disant « I'm gonna get ya ! » (en VF : « J'vais vous avoir ! »), puis disparaît. « C'est ce putain de Windows 98. Que Bill Gates vienne tout de suite ! » Bill Gates arrive et le général réplique « Windows 98 devait être plus rapide et plus performant avec un meilleur accès à Internet », ce à quoi Bill Gates répond « Il est rapide voyons, plus de 5 millions… » mais avant qu'il finisse, le général lui tire une balle dans la tête ;
- Saddam Hussein, qui entretient une relation homosexuelle avec Satan (caricaturé pour la première fois dans Jamais sans mon anus et qui réapparaitra dans d'autres épisodes) ;
- Brian Boitano, comme un héros à prendre en exemple ;
- Barbra Streisand, caricaturée en Mecha Streisand (affiche à l'entrée du cinéma). Elle est également citée comme la dernière vulgarité que dit Cartman pour anéantir Saddam Hussein ;
- Winona Ryder, présentée comme étant la « toute petite star du cinéma indépendant » et fait une démonstration de ping-pong assez particulière lors du show précédant l'exécution de Terrance et Philippe.

Lors du briefing du général, le bataillon qui doit exécuter l'opération « Human shield » (« bouclier humain ») n'est composé que d'Afro-Américains tandis que le reste n'est composé que de blancs. Les auteurs ont voulu dénoncer cette discrimination grâce à Chef qui, juste avant que les roquettes ne soient lancées, ordonna à tout son bataillon de se disperser. Le résultat fut la mort de tous les soldats blancs derrière. Chef commenta son action par cette phrase: « Operation human shield, my ass! » (en VF : « Opération bouclier humain, mes couilles, oui ! »)
En tombant en enfer, Kenny croise entre autres Adolf Hitler, George Burns et Gandhi (la série montre plus tard que seuls les Mormons vont au paradis).

### Chansons du film
- Mountain Town (« Dans une tranquille ville ») : chanson d’introduction présentant l’aspect « innocent » de South Park.
- Uncle Fucka' (« Nique ton oncle ») : chanson vulgaire du film de Terrance et Philippe.
- Wendy's Song (« La chanson de Wendy ») : chanson récurrente courte qui intervient à chaque fois que Stan voit Wendy.
- It's Easy, M'kay (« C'est facile, m'voyez »).
- Blame Canada (« Blâmons le Canada ») : les parents rejettent la responsabilité du comportement de leurs enfants sur le Canada et déclarent la guerre aux canadiens.
- Kyle's Mom's a Bitch (« Ta mère est conne ») : tirée de l'épisode Mr Hankey qui vaudra a Cartman de tester le prototype de l'implant V (V comme vulgaire (vulgary).
- What Would Brian Boitano Do? (« Que ferait Brian Boitano ? ») : reprise version longue de Jesus vs Santa.
- Up There (« Sur Terre ») : chanson de Satan.
- La Resistance (« La Résistance ») : chanson de Gregory.
- I Can Change (« Je peux changer ») : chanson de Saddam Hussein pour que Satan reste avec lui.
- I'm Super (« Je suis super ») : chanson de Al Super Gay.
- Mountain Town (Reprise) : reprise de la chanson Mountain Town.
- What Would Brian Boitano Do? Part II de DVDA.
- Eyes of a Child de Michael McDonald.

### Divers
Le film est entré dans le Livre Guinness des records en 2000 comme film d'animation contenant le plus de vulgarités, avec 399 jurons dont 146 utilisations du mot « fuck », 128 gestes obscènes et 221 actes de violence.
Satan lit un livre dont le titre est Saddam is from Mars, Satan is from Venus, qui est une parodie de Les hommes viennent de Mars, les femmes viennent de Vénus.
Comme dans beaucoup de films, il y a un petit bonus après le générique de fin : Ike, resté dans le grenier de sa maison, voit une souris et la mange.
Clyde dit qu'il doit haïr Terrance et Philippe, mais il entre quand même dans la résistance.
Au début de la chanson La Résistance lives on, Clyde n'est pas coiffé comme à la fin de cette même chanson.
On peut apercevoir Jésus dans le défilé militaire avant que les enfants ne partent voir « La Fouine ».